# Großkraftwerk Württemberg AG

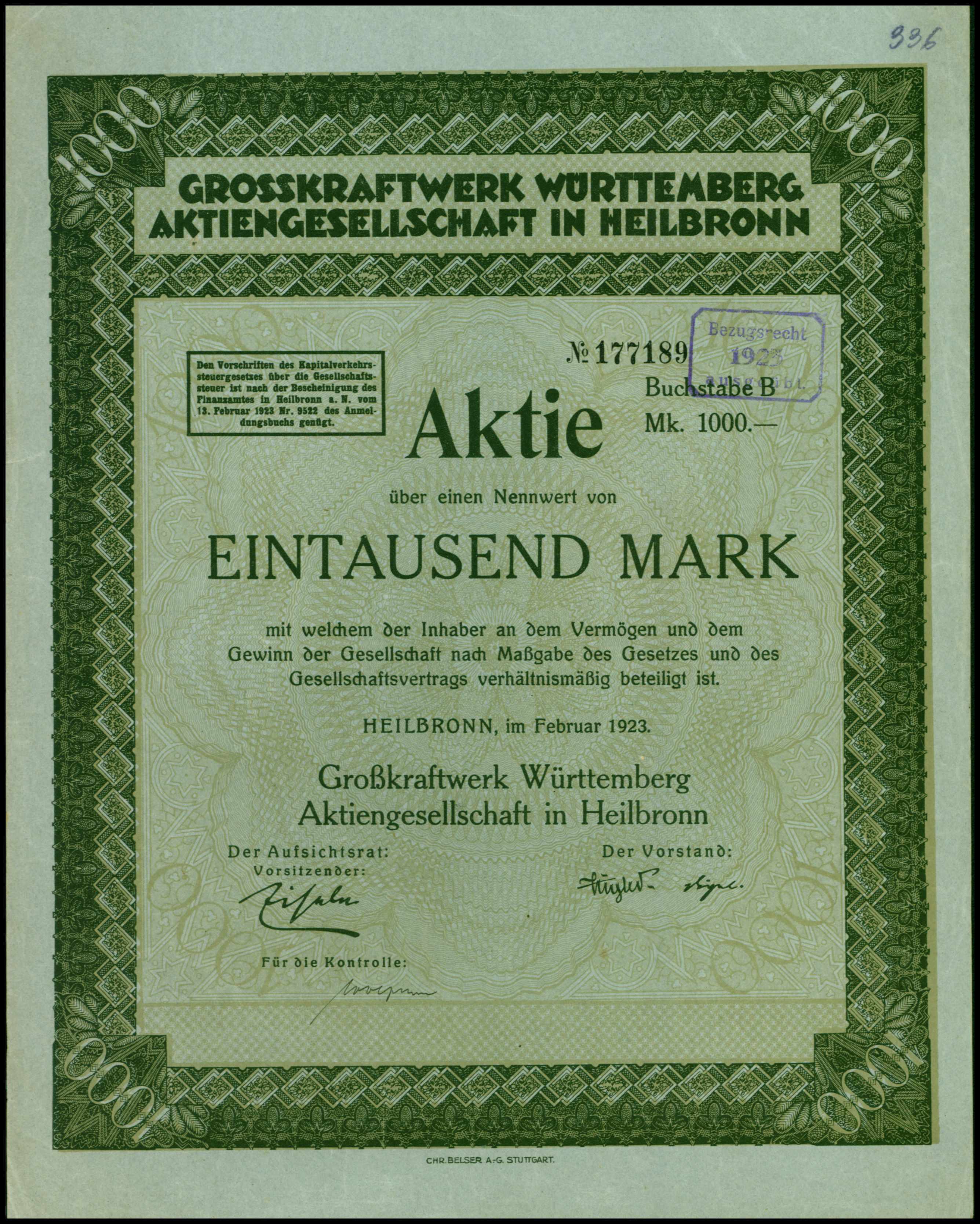
Aktie über 1000 Mark der Großkraftwerk Württemberg AG vom Februar 1923

Die Großkraftwerk Württemberg AG (GROWAG) mit Sitz in Heilbronn war ein Energieversorgungsunternehmen in Württemberg, das von 1921 bis 1954 existierte. Es befand sich über seine Gründungsgesellschaft, die Kraftwerk Altwürttemberg AG (KAWAG), in Besitz der Elektrizitäts-AG vormals W. Lahmeyer & Co. und damit seit 1923 dem RWE. Ende der 1920er Jahre spielte die GROWAG eine herausragende Rolle beim Bau der Nord-Süd-Leitung des RWE, da unter ihrer Federführung der Bau der Fernleitung durch Württemberg bis nach Vorarlberg realisiert wurde.

## Geschichte

### Gründung und Einbindung in die württembergische Elektrizitätswirtschaft
Die Großkraftwerk Württemberg AG wurde am 4. November 1921 durch die Kraftwerk Altwürttemberg AG (KAWAG) und das Überlandwerk Hohenlohe-Öhringen gegründet. Das Aktienkapital betrug 2,9 Milliarden Reichsmark. Als Gründung der KAWAG war die GROWAG außerdem Teil der Elektrizitäts-AG vormals W. Lahmeyer & Co. (EAG), die neben der KAWAG und dem RWE Beteiligungen an zahlreichen weiteren Energieversorgungsunternehmen im Süden und Westen Deutschlands besaß. Haupteigentümer der EAG und damit der GROWAG war die Zürcher Elektrobank. Zweck der neuen Gesellschaft war der Bau und Betrieb eines Dampfkraftwerks in Heilbronn, um als Ergänzung zum Wasserkraftwerk Pleidelsheim der KAWAG das württembergische Unterland mit Strom zu versorgen. Die Leistung des 1923 fertiggestellten Kraftwerks betrug mit seinen beiden 5.000-kW-Maschinen insgesamt 10.000 kW. Die Anlage galt allerdings schon zu ihrer Bauzeit als technisch überholt und wurde 1930 in Reserve überführt.
Im Jahr 1923 traten die Bezirksverbände Neckar-Enzwerke, Heilbronn-Land und Altwürttemberg sowie das Land Württemberg der GROWAG bei. Der Gemeindeverband Enzberg, der an der Enz zwischen Pforzheim und Vaihingen zwei Wasserkraftwerke betrieb, beteiligte sich ebenfalls an der GROWAG, um zusätzlich zum selbst erzeugten Strom günstigeren Fremdstrom aus Kohlekraft zu beziehen. Das Land Württemberg hielt an den Aktien nun 26 %, die KAWAG und die Bezirksverbände jeweils 37 %. Der Einstieg des württembergischen Staates kann als Schritt in Richtung einer staatlichen Elektrizitätswirtschaft gesehen werden, wie es sie im benachbarten Baden und Bayern bereits gab. Bisher war die Stromproduktion und -verteilung in Württemberg in der Hand zahlreicher kleinerer Unternehmen, Stadtwerke und Bezirksverbände. An der 1918 gegründeten Württembergischen Landeselektrizitäts-AG (WLAG) war das Deutsche Reich beteiligt, es baute die erste 110-kV-Leitung Württembergs.
Am 25. Juli 1923 gründeten GROWAG, KAWAG, der Bezirksverband Oberschwäbische Elektrizitätswerke, der Stromverband Überlandwerk Jagstkreis, der Bezirksverband Heimbachkraftwerk Freudenstadt und die Gemeindeverbände Enzberg, Hohenlohe-Öhringen, Teinach, Tuttlingen und Aistaig die Württembergische Sammelschienen AG (WÜSAG). Die WÜSAG, an der die GROWAG mit 9 % der Aktien beteiligt war, galt als Gegenmodell zur WLAG und war als in Teilen staatliches Unternehmen zur Energieerzeugung und -verteilung unter dem Dach des gerade expandierenden RWE konzipiert. Zu diesem Zweck war auch der Aufbau eines Verbundnetzes vorgesehen, für das im Dezember 1923 die Planungen begannen. Vom Kraftwerk Heilbronn aus führten zu diesem Zeitpunkt 60-kV-Leitungen nach Öhringen und zum Kraftwerk Pleidelsheim der KAWAG. Die 60-kV-Ringleitung der WÜSAG wurde im Juli 1924 fertig projektiert, woraufhin Stromlieferungsverträge der einzelnen Unternehmen, so auch der GROWAG, mit der WÜSAG abgeschlossen wurden. Am 11. Oktober 1926 konnte mit Fertigstellung der Leitung Enzberg–Pleidelsheim erstmals Strom aus dem Kraftwerk Heilbronn ins Ringsystem eingespeist werden. Hierfür pachtete die WÜSAG einen Stromkreis der Leitung Heilbronn–Pleidelsheim und band die Leitung nach Enzberg in diesen ein.

### Als RWE-Tochtergesellschaft
1923 übernahm das RWE seine vormalige Muttergesellschaft, die Elektrizitäts-Actiengesellschaft (EAG) vormals W. Lahmeyer & Co, und mit ihr alle Unternehmen, an denen diese beteiligt war. Die GROWAG war nun Tochtergesellschaft des RWE. Der an der WÜSAG beteiligte Bezirksverband Oberschwäbische Elektrizitätswerke plante im Herbst 1923 den Einstieg in die Erschließung der Wasserkräfte im Vorarlberg zusammen mit der Schweizer AG Bündner Kraftwerke. Kurzfristig stieg letztere aus dem Vorhaben aus, woraufhin die GROWAG am 22. April 1924 als Partner einstieg. Am 5. November 1924 gründeten RWE, OEW, Volksstaat Württemberg und Land Vorarlberg die Vorarlberger Illwerke Ges.m.b.H. An der Gründungsversammlung nahm GROWAG-Direktor Ludwig Ziegler teil. Im „Landesvertrag 1926“ wurde die Umwandlung der Illwerke in eine AG festgeschrieben. Die GROWAG hielt, wie die OEW, eine Beteiligung von 42,5 %, das Land Vorarlberg 15 % an der Aktiengesellschaft.
Beim Bau des württembergischen Abschnitts Nord-Süd-Leitung trat in offiziellen Verhandlungen die GROWAG als Bauherr auf, nicht das eigentlich hinter dem Projekt stehende Muttergesellschaft RWE. Sie führte dadurch formal den Bau der Leitung und der beiden Umspannwerke Hoheneck und Herbertingen aus, die auf württembergischen Gebiet lagen. Dies hatte den Grund, dass neben dem RWE auch der württembergische Staat Anteile an der GROWAG hielt und an der Verbundwirtschaft beteiligt sein wollte. Erst 1935, zur Zeit des Nationalsozialismus, fusionierten die vormals konkurrierenden Leitungsunternehmen WLAG und WÜSAG zur Energieversorgung Württemberg (EVW), 1939 die EVW mit den OEW zur Energie-Versorgung Schwaben (EVS).
Das Jahr 1954 markierte das Ende der Großkraftwerk Württemberg AG, als sie von der EVS vollständig übernommen und liquidiert wurde. Auf dem GROWAG-Gelände entstand neben dem alten Dampfkraftwerk ab 1954 das heutige Kraftwerk Heilbronn.

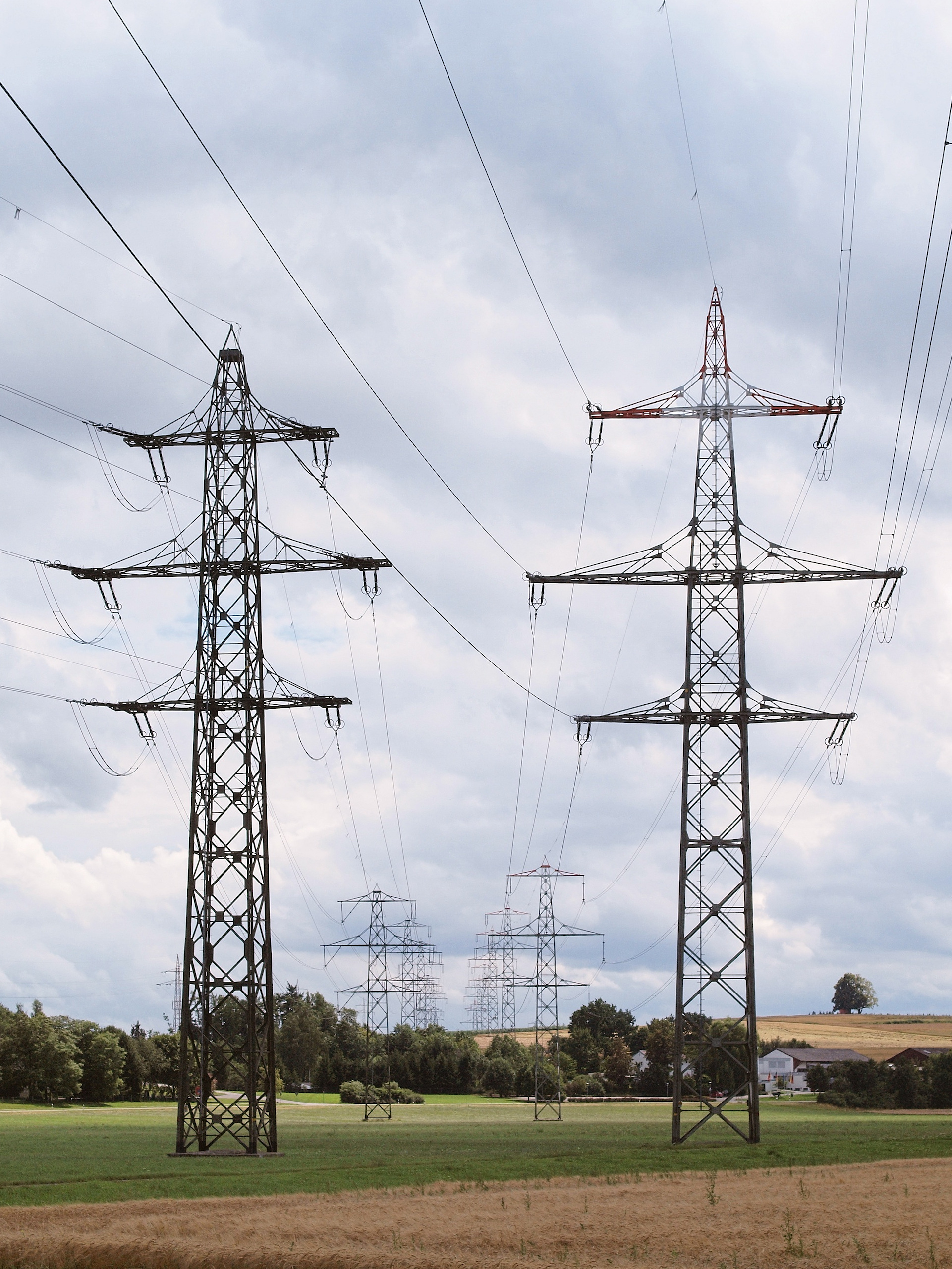
Am Bau der Nord-Süd-Leitung war auf württembergischem Gebiet die GROWAG federführend
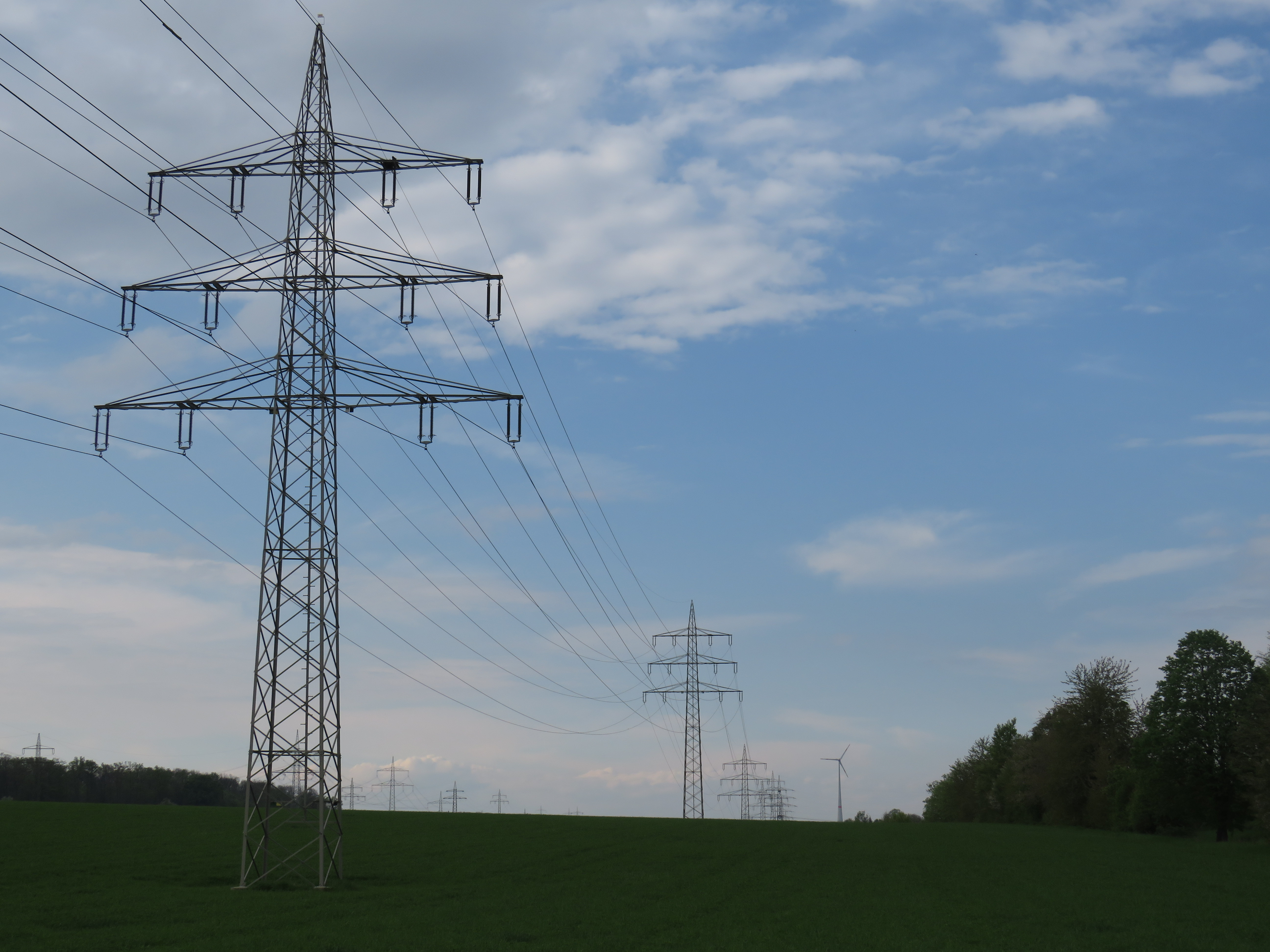
Das Kraftwerk Heilbronn und das Umspannwerk Hoheneck wurden über eine vierkreisige 110-kV-Leitung miteinander verbunden